# 기적 (2006년 드라마)
《기적》은 MBC에서 2006년 12월 9일부터 2006년 12월 17일까지 방영된 창사 45주년 특집 드라마이다. 시한부 인생을 선고 받은 아버지와 그 가족들이 겪는 변화를 진지하지만 무겁지 않게 풀었으며, 중견 연기자들의 깊은 연기로 길고 진한 여운을 남겨주었다.
이 드라마는 2007년 12월 열린 제 20회 한국방송작가상 드라마 부문(2006년 중후반기부터의 내용 위주) 후보에 올랐으나 "한번 작가상을 받은 사람은 다시 받을 수 없다"는 규정 때문에 최종 후보에서 탈락했고 최종 수상작은 《고맙습니다》로 돌아갔다.
한편, 월화드라마 《동이》와 수목 미니시리즈 《개인의 취향》의 방영에 앞서 새봄 맞이 가족극 시리즈 1편으로 2010년 3월 15일부터 3월 18일까지 4일 동안 재방송되었다.

## 줄거리
50대 중반에 들어선 장영철은 남들에게는 조금은 비열하고 속물적인 인간이지만 스스로는 열심히 살았다고 자부한다. 또한 노후에 대해 불안과 퇴직에 대한 고통이나 건강에 대한 염려를 남의 일처럼 여기며 살아왔다. 하지만 그가 그토록 원하던 계열회사 사장으로 취임하기 전날 폐암 말기 판정을 받게 된다. 그제서야 오직 앞만 보고 달려왔던 발걸음을 멈추고 자신이 걸어왔던 길을 되돌아보게 된다.

## 등장 인물

### 주요 인물
- 장용 : 장영철(55세) 역 - 현 방송국 편성국장
- 박원숙 : 이미소(55세) 역 - 영철의 아내
- 정기성 : 장진영(32세) 역 - 영철의 장남. 성형외과 의사
- 사강 : 장장미(29세) 역 - 영철의 장녀. 유능한 여행전문작가
- 유정석 : 장진민(26세) 역 - 영철의 막내. 지방대 학생

### 주변 인물
- 현석 : 최유석(55세) 역 - 영철의 고등학교 동창. 방송사 드라마국 국장
- 나영희 : 김숙희(53세) 역 - 영철의 옛날 애인
- 김영옥 : 영철의 어머니(78세) 역

### 그 외
- 김혜옥 : 희영 역 - 미소의 친구
- 한규희 : 오 원장 역 - 영철의 친구. 의사
- 유정석 : 장진민 역
- 전신호
- 홍충민
- 리키 김
- 전성애
- 차준환

## 시청률
| 회차  | 방송일           | 시청률(전국) |
| ----- | ---------------- | ------------ |
| 제1회 | 2006년 12월 9일  | 9.6%         |
| 제2회 | 2006년 12월 10일 | 9.8%         |
| 제3회 | 2006년 12월 16일 | 8.7%         |
| 제4회 | 2006년 12월 17일 | 10.8%        |